# Kalînivșciîna, Hadeaci
Kalînivșciîna (în ucraineană Калинівщина) este un sat în comuna Krasnoznamenka din raionul Hadeaci, regiunea Poltava, Ucraina.

## Demografie
Componența lingvistică a localității Kalînivșciîna
     Ucraineană (100%)
Conform recensământului din 2001, toată populația localității Kalînivșciîna era vorbitoare de ucraineană (100%).